# Hyphodontiastra virgicola
Hyphodontiastra virgicola är en svampart som beskrevs av Hjortstam & Melo 1999. Hyphodontiastra virgicola ingår i släktet Hyphodontiastra och familjen Meruliaceae.   Inga underarter finns listade i Catalogue of Life.